# Libel (filme)
Libel (bra: A Noite É Minha Inimiga; prt: A Grande Difamação) é um filme britânico de 1959, do gênero drama, dirigido por Anthony Asquith, e estrelado por Olivia de Havilland e Dirk Bogarde. O roteiro de Anatole de Grunwald e Karl Tunberg foi baseado na peça teatral homônima de 1934, de Edward Wooll.
As locações utilizadas para a gravação do filme incluíram a Longleat House, em Wiltshire (ficcionalizada como Ingworth House) e Londres.

## Sinopse
Sir Mark Loddon (Dirk Bogarde), membro da aristocracia britânica, leva uma vida de riqueza, privilégios e notoriedade até que Jeffrey Buckenham (Paul Massie), piloto canadense, faz uma acusação surpreendente. Ambos foram colegas no mesmo campo de prisioneiros durante a Segunda Guerra Mundial, e Buckenham afirma que Loddon não é a pessoa que diz ser. Segundo ele, o ator Frank Welney, também prisioneiro no mesmo campo, era muito parecido com o verdadeiro Mark Loddon e agora tomou seu lugar. A imprensa acredita na história de Buckenham e a identidade de Mark torna-se o assunto do momento em toda a Inglaterra.
Lady Margaret (Olivia de Havilland), a esposa de Mark, fica profundamente ofendida e insiste que ele processe Buckenham por difamação e, assim, tenha seu bom nome restaurado. Mark contrata o Sir Wilfred (Robert Morley), um dos mais renomados advogados do país, mas logo torna-se claro que provar sua identidade no tribunal não será uma tarefa simples. Ele sofreu graves ferimentos na cabeça durante a guerra, o que faz que com gagueje às vezes e tenha periódicos surtos de amnésia. Para complicar, os depoimentos das testemunhas chamadas por Sir Wilfred e seu adversário, Hubert Foxley (Wilfrid Hyde-White), não conseguem estabelecer um consenso sobre quem Sir Mark Loddon realmente é.

## Elenco
- Dirk Bogarde como Sir Mark Loddon / Frank Wellney / Número Quinze
- Olivia de Havilland como Lady Margaret Loddon
- Paul Massie como Jeffrey Buckenham
- Robert Morley como Sir Wilfred
- Wilfrid Hyde-White como Hubert Foxley
- Anthony Dawson como Gerald Lodden
- Richard Wattis como Juiz
- Martin Miller como Dr. Schrott
- Richard Dimbleby como Ele mesmo
- Millicent Martin como Maisie
- Robert Shaw como Fotógrafo
- Geoffrey Bayldon como Fotógrafo
- Oliver Reed como Visitante do Tribunal (não-creditado)

## Recepção

### Bilheteria
De acordo com os registros da Metro-Goldwyn-Mayer, o filme arrecadou US$ 245.000 nacionalmente e US$ 925.000 no exterior, totalizando US$ 1.170.000 mundialmente. O retorno lucrativo da produção foi de US$ 10.000.

## Prêmios e homenagens
| Ano  | Cerimônia | Categoria             | Indicado      | Resultado |
| ---- | --------- | --------------------- | ------------- | --------- |
| 1960 | Oscar     | Melhor mixagem de som | A. W. Watkins | Venceu    |

O filme foi reconhecido pelo Instituto Americano de Cinema na seguinte lista:
- 2008: 10 Top 10 – Indicado[13]

## Adaptações
A peça teatral da Broadway, estrelada por Colin Clive, foi adaptada para a rádio em 1941 e 1943 usando as referências originais à Primeira Guerra Mundial. Ronald Colman desempenhou o papel principal em uma transmissão de uma hora em 13 de janeiro de 1941 na CBS Lux Radio Theatre, ao lado de Otto Kruger e Frances Robinson. Em 15 de março de 1943, Colman e Kruger reprisaram seus papéis para uma segunda transmissão no Lux Radio Theatre. O papel de um veterano amnésico da Primeira Guerra Mundial possuía semelhanças com o papel de Colman no sucesso de 1942, "Random Harvest".
Um telefilme de 1938 da BBC contou com o ator Wyndham Goldie.